# Saint-Robert (Lot-et-Garonne)
Saint-Robert település Franciaországban, Lot-et-Garonne megyében. Lakosainak száma 192 fő (2022. január 1.). Saint-Robert Cauzac, Laroque-Timbaut, Saint-Caprais-de-Lerm, Sauvagnas és La Sauvetat-de-Savères községekkel határos.

## Népesség
A település népessége az elmúlt években az alábbi módon változott:
| Lakosok száma | 124  | 147  | 147  | 166  | 186  | 183  | 184  | 187  | 187  | 192  |
|               | 1968 | 1982 | 1990 | 2006 | 2013 | 2015 | 2017 | 2019 | 2020 | 2022 |